# Cecidopsylla spinosa
Cecidopsylla spinosa är en insektsart som beskrevs av Yang 1984. Cecidopsylla spinosa ingår i släktet Cecidopsylla och familjen Calophyidae. Inga underarter finns listade i Catalogue of Life.